# 양주의 난
양주의 난(涼州-亂)은 기원후 184년에서 189년까지 후한의 서량 지방에서 일어난 불온사태이다. 본래는 소수민족 강족들이 한족의 지배에 대해 들고 일어난 것으로 시작했으나, 이 틈을 타 마등, 한수를 비롯한 서량의 한족 군벌들과 소월지까지 봉기하여 중앙 후한 정부에서 독립, 할거하였다.
앞서 일어난 황건적의 난보다 상대적으로 조명받지 못하고 있지만, 양주의 난이 일어남으로써 인해 한나라는 북서 지방에 대한 통제력을 상실했고, 이는 삼국시대가 끝난 뒤 흉노, 강, 저를 비롯한 유목민족들이 이쪽을 통로삼아 중원으로 쳐들어오게 되어(영가의 난) 오호 십육국 시대가 개막한다는 점에서 그 비중을 소홀히 할 수 없는 사건이다.